# Jana Hochmannová
Jana Hochmannová (26. prosince 1962, Ostrava) je spisovatelka, novinářka, esejistka.